# Juan Pardo de Tavera
Pour les articles homonymes, voir Tavera (homonymie).
Juan Pardo de Tavera (né à Toro le 16 mai 1472 et mort à Valladolid le 1er août 1545) est un cardinal espagnol du XVIe siècle.

## Repères biographiques
Juan Pardo de Tavera est chanoine à Séville et auditeur à l'inquisition de l'Espagne. Il est élu évêque de Ciudad Rodrigo en 1514. Le cardinal Adrien d'Utrecht l'envoie comme ambassadeur au Portugal pour régler le mariage du roi Charles Ier avec la princesse Isabelle et du roi Jean III de Portugal avec Catalina, la sœur de Charles. Il est transféré au diocèse d'Osma  en 1523 et promu archevêque de Compostelle en 1524. De 1539 à 1545 il est gouverneur de Castille.
Le pape Clément VII le crée cardinal lors du consistoire du 22 février 1531. Il est inquisiteur-général de l'Espagne à partir de 1539. Après la mort de l'impératrice en 1539, il est gouverneur de l'Espagne jusqu'à 1541. En 1541 il fonde l'Hospital de San Juan Bautista de Toledo, aussi connu comme Hospital Tavera et Hospital de Afuera. Il fait bâtir  le palais  archiépiscopal de Tolède.

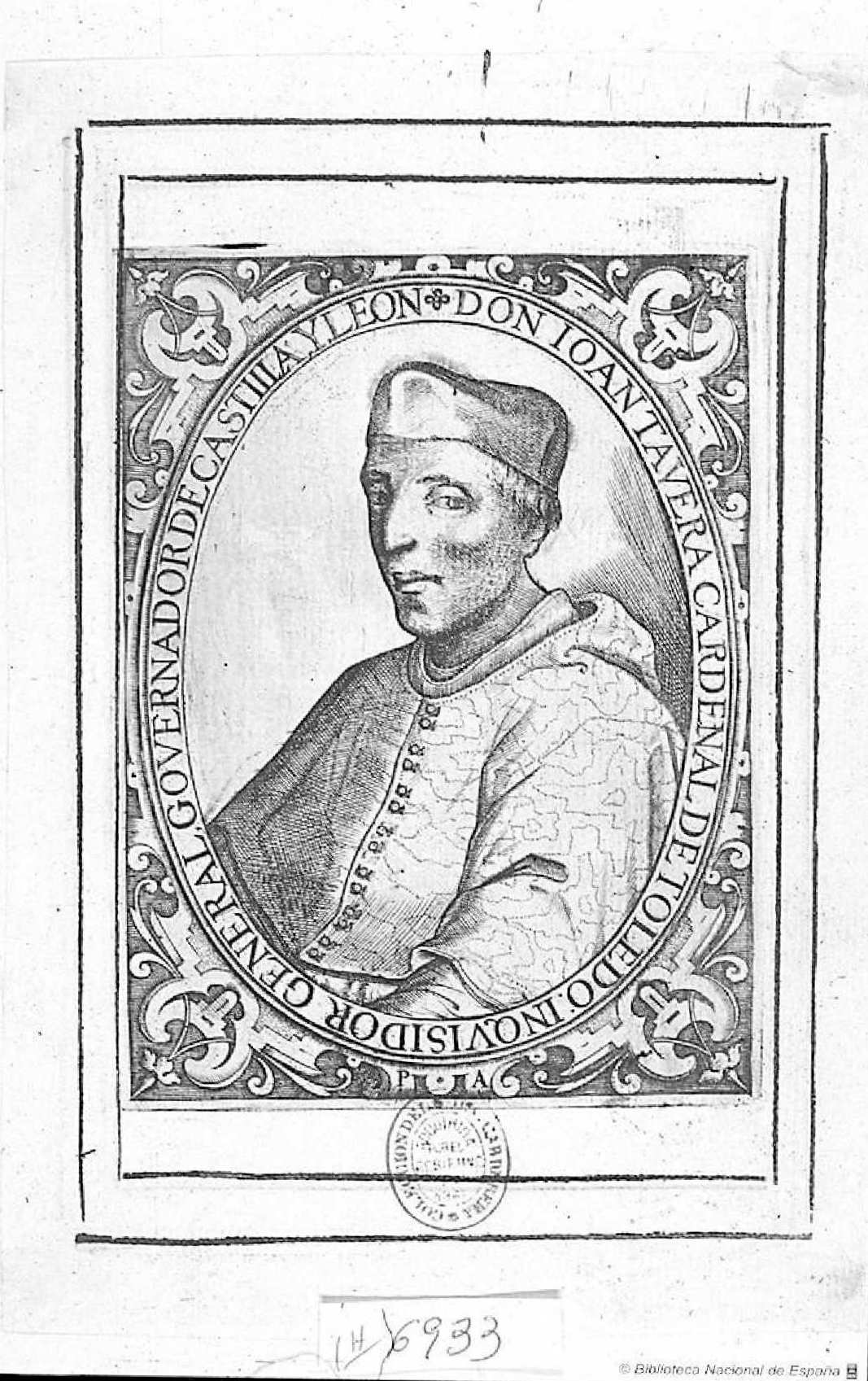
Portrait de Juan Pardo de Tavera par Pedro Ángel pour son ouvrage Chronico de el cardenal Doan Iuan Tauera de Pedro Salazar de Mendoza (1603).